# Rheinische Ausgrabungen
Rheinische Ausgrabungen ist der Titel einer Fachbuchreihe zu archäologischen Themen. Herausgeber ist das LVR-Amt für Bodendenkmalpflege im Rheinland.
Die Reihe deckt den Arbeitsbereich des Amtes sowie des Rheinischen Landesmuseums Bonn ab. Thematisch werden archäologische Befund- und Fundbearbeitungen von der Altsteinzeit bis in die Neuzeit vorgelegt.
Die ersten beiden Bände erschienen im Jahr 1968 im Böhlau Verlag. Noch 1968 wurde Band 3, jetzt im Rheinland-Verlag herausgegeben. Seit 2002 mit Band 47 erfolgt die Publikation beim Verlag Philipp von Zabern. Die Erscheinungsdaten sind unregelmäßig, bis Ende des Jahres 2019 sind 77 Bände veröffentlicht worden.